# Оксид марганца(III)
Оксид марганца(III) — неорганическое соединение, оксид металла марганца с формулой Mn2O3,
коричнево-чёрные кристаллы,
не растворимые в воде.

## Получение
- В природе встречаются минералы браунит, курнакит и биксбиит — оксид марганца с различными примесями.

- Окисление оксида марганца(II):

{\displaystyle {\mathsf {4MnO+O_{2}\ {\xrightarrow {T}}\ 2Mn_{2}O_{3}}}}
- Восстановление оксида марганца(IV):

{\displaystyle {\mathsf {2MnO_{2}+H_{2}\ {\xrightarrow {T}}\ Mn_{2}O_{3}+H_{2}O}}}

## Физические свойства
Оксид марганца(III) образует коричнево-чёрные кристаллы нескольких модификаций:
- α-Mn2O3, ромбическая сингония, минерал курнакит;
- β-Mn2O3, кубическая сингония, пространственная группа I a3, параметры ячейки a = 0,941 нм, Z = 16, минерал биксбиит;
- γ-Mn2O3, тетрагональная сингония, параметры ячейки a = 0,57 нм, c = 0,94 нм.

Не растворяется в воде.
Парамагнетик.

## Химические свойства
- Разлагается при нагревании:

{\displaystyle {\mathsf {6Mn_{2}O_{3}\ {\xrightarrow {950-1100^{o}C}}\ 4Mn_{3}O_{4}+O_{2}}}}
{\displaystyle {\mathsf {6Mn_{2}O_{3}\ {\xrightarrow {300-600^{o}C,vacuum}}\ 4Mn_{3}O_{4}+O_{2}}}}
- Восстанавливается водородом до оксида марганца(II), иодидом алюминия до иодида марганца(II):

{\displaystyle {\mathsf {Mn_{2}O_{3}+H_{2}\ {\xrightarrow {300^{o}C}}\ 2MnO+H_{2}O}}}
{\displaystyle {\mathsf {Mn_{2}O_{3}+2AlI_{3}\ {\xrightarrow {}}\ 2MnI_{2}+Al_{2}O_{3}+I_{2}\uparrow }}}
- Не взаимодействует с водой. При растворении в кислотах — диспропорционирует:

{\displaystyle {\mathsf {Mn_{2}O_{3}+H_{2}SO_{4}\ {\xrightarrow {}}\ MnO_{2}+MnSO_{4}+H_{2}O}}}
- При сплавлении с оксидами металлов образует соли манганиты:

{\displaystyle {\mathsf {Mn_{2}O_{3}+ZnO\ {\xrightarrow {}}\ Zn[Mn_{2}O_{4}]}}}
{\displaystyle {\mathsf {Mn_{2}O_{3}+La_{2}O_{3}\ {\xrightarrow {}}\ 2La[MnO_{3}]}}}
- С концентрированной соляной кислотой проявляет свои окислительные свойства:

{\displaystyle {\mathsf {Mn_{2}O_{3}+6HCl\ {\xrightarrow {}}\ 2MnCl_{2}+Cl_{2}\uparrow +3H_{2}O}}}